# NGC 6255
NGC 6255 is een balkspiraalstelsel in het sterrenbeeld Hercules. Het hemelobject werd op 16 mei 1787 ontdekt door de Duits-Britse astronoom William Herschel.

## Synoniemen
- UGC 10606
- IRAS 16530+3634
- MCG 6-37-14
- KUG 1653+365
- ZWG 197.18
- KARA 775
- Z 1653.0+3635
- PGC 59244